# Дзиммэндзю

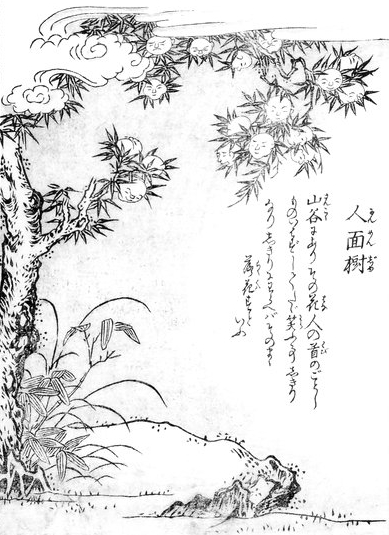
Дзинмэндзу (рисунок Ториямы Сэкиэна, 1780)

Дзиммэндзю, или ниммэндзю (яп. 人面樹) — дерево из японских мифов, на нём растут плоды в виде человеческих голов (или цветы в виде лиц), которые постоянно смеются или улыбаются, даже при падении на землю, также могут разговаривать — как все вместе, так и по одному.
Впервые упоминается в 1712 году в книге «Вакан сансай дзуэ». Согласно описаниям, это необычное дерево растёт «в отдалённых горных долинах Китая», имея высоту от 2 до 10 метров.